# Liste des mottes castrales et châteaux à mottes
La liste des mottes castrales et châteaux à mottes recense les fortifications de terre élevées durant le Moyen Âge comme : les enceintes de terres, les mottes castrales ou « château de terre », les maisons fortes à plate-forme fossoyées et les châteaux de pierre édifiés postérieurement sur une motte, désignés comme « châteaux à motte », tous pays confondus. Les sites fortifiés sont classés par pays.

Ce symbole placé devant un site fait état d'une fortification de terre et de bois sur laquelle on a élevée un château de pierre. À noter que de nombreuses mottes castrales n'ont jamais été fouillées, et il est difficile de dire si sur leurs sommets on a édifié une construction en pierre.

## Allemagne
| Type | Nom                  | Commune                                                  | Coordonnées | Note                               | Illustration |
| ---- | -------------------- | -------------------------------------------------------- | ----------- | ---------------------------------- | ------------ |
|      | Motte du Husterknupp | Frimmersdorf (Grevenbroich, Rhénanie-du-Nord-Westphalie) |             | Fouillé par A. Herrnbrodt en 1950. |              |
|      | Motte d'Attendorn    | Attendorn                                                |             |                                    |              |

## Belgique
Dans plusieurs endroits en Belgique, des vestiges des châteaux à mottes sont encore visibles dans le paysage 

(voir Liste des mottes castrales en Belgique).

### Flandre
| Type | Nom              | Commune                                     | Coordonnées                      | Note | Illustration |
| ---- | ---------------- | ------------------------------------------- | -------------------------------- | ---- | ------------ |
|      | Motte de Merkem  | Houthulst (Province de Flandre-Occidentale) |                                  |      |              |
|      | Motte de Brustem | Saint-Trond (Province de Limbourg)          | 50° 48′ 07″ nord, 5° 13′ 04″ est |      |              |

### Wallonie
| Type | Nom                      | Commune                       | Coordonnées                      | Note | Illustration |
| ---- | ------------------------ | ----------------------------- | -------------------------------- | ---- | ------------ |
|      | Motte castrale de Lamine | Remicourt (Province de Liège) | 50° 41′ 21″ nord, 5° 20′ 08″ est |      |              |

## Espagne
| Type | Nom      | Commune                               | Coordonnées                        | Note          | Illustration |
| ---- | -------- | ------------------------------------- | ---------------------------------- | ------------- | ------------ |
|      | Torrecid | Ateca (province de Saragosse, Aragon) | 41° 18′ 42″ nord, 1° 46′ 02″ ouest | Chemin du Cid |              |

## France

### Auvergne-Rhône-Alpes
| Type         | Nom                                     | Commune                                | Coordonnées                                  | Protection                            | Note | Illustration    |
| ------------ | --------------------------------------- | -------------------------------------- | -------------------------------------------- | ------------------------------------- | ---- | --------------- |
| Château fort | Manoir d'Aigueblanche                   | Aigueblanche (Savoie)                  | 45° 30′ 05″ nord, 6° 30′ 26″ est             |                                       |      |                 |
|              | Motte castrale                          | Vernols (Cantal)                       | Latitude : 45.244785 \| Longitude : 2.869585 |                                       |      |                 |
| Château fort | Château d'Albon                         | Albon (Drôme)                          | 45° 14′ 54″ nord, 4° 52′ 14″ est             | Inscrit MH (1982) · Classé MH (2012)  |      |                 |
| Château fort | Château de Châtillon-sur-Chalaronne     | Châtillon-sur-Chalaronne (Ain)         | 46° 07′ 18″ nord, 4° 57′ 21″ est             | Inscrit MH (1992)                     |      |                 |
|              | Motte castrale du Châtelard             | Chirens (Isère)                        | 45° 25′ 34″ nord, 5° 32′ 04″ est             | Inscrit MH (2004)                     |      |                 |
| Château fort | Château de Clermont                     | Chirens (Isère)                        | 45° 25′ 02″ nord, 5° 32′ 10″ est             | Classé MH (1983)                      |      |                 |
| Château fort | Tour du Chaffard                        | Cruet (Savoie)                         | 45° 32′ 10″ nord, 6° 05′ 50″ est             |                                       |      |                 |
|              | Motte castrale des Maitres-Jean         | Gannay-sur-Loire (Allier)              | 46° 42′ 51″ nord, 3° 36′ 46″ est             | Inscrit MH (1995)                     |      |                 |
|              | Poype du Châtelard                      | Lancié (Rhône)                         | 46° 10′ 03″ nord, 4° 42′ 52″ est             |                                       |      | Poype de Lancié |
|              | Château des Marches                     | Porte-de-Savoie (Savoie)               | 45° 29′ 50″ nord, 6° 00′ 10″ est             |                                       |      |                 |
| Château fort | Château du Montellier                   | Le Montellier (Ain)                    | 45° 56′ 34″ nord, 5° 04′ 28″ est             | Classé MH (2003)                      |      |                 |
| Château fort | Château de Rochefort-en-Valdaine        | Rochefort-en-Valdaine (Drôme)          | 44° 30′ 40″ nord, 4° 51′ 15″ est             | Inscrit MH (2001)                     |      |                 |
|              | Motte castrale de St-André-de-Corcy     | Saint-André-de-Corcy (Ain)             | 45° 56′ 16″ nord, 4° 57′ 34″ est             | Inscrit MH (1989)                     |      |                 |
|              | Château de Montribloud                  | Saint-André-de-Corcy (Ain)             | 45° 55′ 01″ nord, 4° 54′ 52″ est             |                                       |      |                 |
|              | Motte castrale de St-Jean-de-Thurigneux | Saint-Jean-de-Thurigneux (Ain)         | 45° 57′ 47″ nord, 4° 53′ 01″ est             | Inscrit MH (1989)                     |      |                 |
| Château fort | Château de Charbonnières                | Val-d'Arc hameau d'Aiguebelle (Savoie) | 45° 32′ 18″ nord, 6° 18′ 38″ est             |                                       |      |                 |
| Château fort | Château de Varax                        | Saint-Paul-de-Varax (Ain)              | 46° 05′ 59″ nord, 5° 08′ 34″ est             | Inscrit MH (1981, partiellement)      |      |                 |
|              | Château d'Entremont                     | Saint-Pierre-d'Entremont (Savoie)      | 45° 26′ 00″ nord, 5° 52′ 31″ est             |                                       |      |                 |
|              | Tour de Maugny                          | Thollon-les-Mémises (Haute-Savoie)     | 46° 23′ 23″ nord, 6° 41′ 58″ est             |                                       |      |                 |
|              | Château de Tournon                      | Tournon (Savoie)                       | 45° 38′ 35″ nord, 6° 18′ 58″ est             |                                       |      |                 |
|              | Motte castrale de Villars               | Villars-les-Dombes (Ain)               | 46° 00′ 11″ nord, 5° 01′ 46″ est             | Classé MH (1905)                      |      |                 |
|              | Château de la Ferrandière               | Villeurbanne (Rhône)                   | 45° 45′ 35″ nord, 4° 52′ 15″ est             |                                       |      |                 |
| Château fort | Château de Loyes                        | Villieu-Loyes-Mollon (Ain)             | 45° 55′ 36″ nord, 5° 13′ 50″ est             | Inscrit MH (2008)                     |      |                 |
| Château fort | Château de Virieu                       | Virieu (Isère)                         | 45° 28′ 46″ nord, 5° 28′ 45″ est             | Inscrit MH (1965) · Inscrit MH (1990) |      |                 |

### Bourgogne-Franche-Comté
| Type | Nom                            | Commune                  | Coordonnées                      | Protection        | Note | Illustration |
| ---- | ------------------------------ | ------------------------ | -------------------------------- | ----------------- | ---- | ------------ |
|      | Motte castrale de la Malatière | Rang (Doubs)             | 47° 24′ 52″ nord, 6° 33′ 39″ est | Inscrit MH (1988) |      |              |
|      | Motte castrale de Placey       | Placey (Doubs)           | 47° 15′ 17″ nord, 5° 50′ 59″ est | Inscrit MH (1995) |      |              |
|      | Motte de la Mousse             | Villette-lès-Dole (Jura) |                                  |                   |      |              |
|      | Motte de la Pressagne          | Villette-lès-Dole (Jura) |                                  |                   |      |              |
|      | Motte des Emards               | Villette-lès-Dole (Jura) |                                  |                   |      |              |

### Bretagne
| Type | Nom                               | Commune                       | Coordonnées                        | Protection                             | Note | Illustration |
| ---- | --------------------------------- | ----------------------------- | ---------------------------------- | -------------------------------------- | ---- | ------------ |
|      | Motte castrale du Roc'h           | Arzano (Finistère)            | 47° 53′ 42″ nord, 3° 24′ 31″ ouest | Inscrit MH (1995)                      |      |              |
|      | Vieux-Saint-Yves                  | Bubry (Morbihan)              | 47° 55′ 45″ nord, 3° 09′ 20″ ouest | Inscrit MH (1995)                      |      |              |
|      | Motte de Kermain                  | Langonnet (Morbihan)          | 48° 06′ 34″ nord, 3° 26′ 57″ ouest | Inscrit MH (1995)                      |      |              |
|      | Motte castrale de la Butte au Coq | Matignon (Côtes-d'Armor)      | 48° 35′ 40″ N, 2° 17′ 46″ O        |                                        |      |              |
|      | Camp des Rouëts                   | Mohon (Morbihan)              | 48° 02′ 29″ nord, 2° 30′ 54″ ouest | Site classé (1975) · Inscrit MH (1975) |      |              |
|      | Motte castrale de Montgermont     | Montgermont (Ille-et-Vilaine) | 48° 09′ 24″ N, 1° 42′ 59″ O        |                                        |      |              |
|      | Site archéologique du Corboulo    | Saint-Aignan (Morbihan)       | 48° 10′ 23″ nord, 3° 00′ 56″ ouest | Inscrit MH (1995)                      |      |              |

### Centre-Val de Loire
| Type         | Nom                                   | Commune                          | Coordonnées                      | Protection                                        | Note | Illustration |
| ------------ | ------------------------------------- | -------------------------------- | -------------------------------- | ------------------------------------------------- | ---- | ------------ |
|              | Château de Betz                       | Betz-le-Château (Indre-et-Loire) | 46° 59′ 22″ nord, 0° 54′ 59″ est | Inscrit MH (1937)                                 |      |              |
| Château fort | Château de Bommiers                   | Bommiers (Indre)                 |                                  |                                                   |      |              |
|              | Motte castrale de La Mothe            | Le Poinçonnet (Indre)            |                                  |                                                   |      |              |
|              | Motte castrale de Moulins-sur-Céphons | Moulins-sur-Céphons (Indre)      |                                  |                                                   |      |              |
|              | Motte féodale de Forte Maison         | Pithiviers-le-Vieil (Loiret)     | 48° 09′ 39″ nord, 2° 12′ 43″ est | Notice no IA45000244 Notice no IVR24_19754500402Z |      |              |

### Grand Est
| Type         | Nom                        | Commune                | Coordonnées                      | Protection        | Note | Illustration |
| ------------ | -------------------------- | ---------------------- | -------------------------------- | ----------------- | ---- | ------------ |
|              | Motte castrale de Chaillon | Chaillon (Meuse)       | 48° 56′ 46″ nord, 5° 36′ 56″ est | Inscrit MH (1990) |      |              |
|              | Motte de Manspach          | Dannemarie (Haut-Rhin) | 47° 37′ 14″ nord, 7° 06′ 31″ est | Inscrit MH (1997) |      |              |
| Château fort | Site castral de Lorentzen  | Lorentzen (Bas-Rhin)   | 48° 57′ 11″ nord, 7° 10′ 37″ est | Inscrit MH (1990) |      |              |

### Hauts-de-France
| Type         | Nom                                 | Commune                                | Coordonnées                             | Protection                                       | Note                                                      | Illustration                             |
| ------------ | ----------------------------------- | -------------------------------------- | --------------------------------------- | ------------------------------------------------ | --------------------------------------------------------- | ---------------------------------------- |
|              | Motte castrale d'Ardres             | Ardres (Pas-de-Calais)                 |                                         |                                                  |                                                           |                                          |
|              | Motte castrale de Bailleul          | Bailleul (Somme)                       | 50° 01′ 48″ nord, 1° 51′ 02″ est        | Site inscrit : 1973                              |                                                           |                                          |
| Château fort | Château de Beaurevoir               | Beaurevoir (Aisne)                     | 49° 59′ 34″ nord, 3° 18′ 07″ est        | Classé MH (1920) · Inscrit MH (1937)             |                                                           |                                          |
|              | Motte féodale de Béthencourt        | Béthencourt-sur-Mer (Somme)            | 50° 04′ 43″ nord, 1° 30′ 15″ est        |                                                  |                                                           |                                          |
|              | Motte castrale de Bonneuil-les-Eaux | Bonneuil-les-Eaux (Oise)               | 49° 40′ 43″ nord, 2° 14′ 10″ est        |                                                  |                                                           |                                          |
|              | Motte féodale de Martaigneville     | Bourseville (Somme)                    | 50° 06′ 19″ nord, 1° 31′ 27″ est        |                                                  |                                                           |                                          |
| Château fort | Château de Boves                    | Boves (Somme)                          | 49° 50′ 36″ nord, 2° 22′ 51″ est        | Inscrit MH (1926)                                |                                                           |                                          |
|              | Motte féodale de Buire-le-Sec       | Buire-le-Sec (Pas-de-Calais)           | 50° 22′ 58″ nord, 1° 50′ 01″ est        | Inscrit MH (1982)                                |                                                           |                                          |
| Château fort | Château de Coucy                    | Coucy-le-Château-Auffrique (Aisne)     | 49° 31′ 18″ nord, 3° 19′ 07″ est        | Classé MH (1862)                                 |                                                           |                                          |
|              | Motte castrale d'Hasencort          | Émerchicourt (Nord)                    | 50° 19′ 03″ nord, 3° 16′ 18″ est        | Inscrit MH (1978)                                |                                                           |                                          |
| Château fort | Château de Fère-en-Tardenois        | Fère-en-Tardenois (Aisne)              | 49° 13′ 20″ nord, 3° 31′ 55″ est        | Classé MH (1862) · Inscrit MH (1994, basse cour) |                                                           |                                          |
|              | Motte castrale de Fressenneville    | Fressenneville (Somme)                 | 50° 04′ 07″ nord, 1° 34′ 40″ est        |                                                  |                                                           |                                          |
|              | Tour Roland                         | Lassigny (Oise)                        | 49° 35′ 31,97″ nord, 2° 49′ 56,503″ est |                                                  | chantier d’archéologie expérimentale                      |                                          |
|              | Motte castrale de Lille             | Lille (Nord)                           | 50° 38′ 23,9″ N, 3° 03′ 44,5″ E         |                                                  | Motte arasée en 1848 (construction de la cathédrale).     |                                          |
|              | Château de la Haye d'Esquermes      | Lille (Nord)                           | 50° 37′ 33,35″ N, 3° 01′ 26,32″ E       |                                                  | Détruit en 1946 (creusement de bassins du Port de Lille). | Château de la Haye d'Esquermes vers 1930 |
| Château fort | Château de Lucheux                  | Lucheux (Somme)                        | 50° 11′ 53″ nord, 2° 24′ 36″ est        | Classé MH (1965)                                 |                                                           |                                          |
| Château fort | Motte castrale de Miraumont         | Miraumont (Somme)                      | 50° 05′ 42″ nord, 2° 43′ 50″ est        |                                                  |                                                           |                                          |
|              | Motte féodale de Montaigu           | Montaigu (Aisne)                       | 49° 32′ 11″ nord, 3° 49′ 50″ est        |                                                  |                                                           |                                          |
|              | Motte castrale de Saint-Omer        | Saint-Omer (Pas-de-Calais)             | 50° 44′ 47″ nord, 2° 15′ 12″ est        |                                                  |                                                           |                                          |
|              | Château-neuf et château-vieux       | Saint-Pol-sur-Ternoise (Pas-de-Calais) | 50° 22′ 47″ nord, 2° 20′ 08″ est        | Inscrit MH (1979)                                |                                                           |                                          |
|              | Motte féodale de Simencourt         | Simencourt (Pas-de-Calais)             | 50° 15′ 32″ nord, 2° 38′ 38″ est        |                                                  |                                                           |                                          |
| Château fort | Motte castrale de Toutencourt       | Toutencourt (Somme)                    | 50° 02′ 10″ nord, 2° 27′ 43″ est        | Inscrit MH (2012)                                |                                                           |                                          |
|              | Motte féodale du Translay           | Le Translay (Somme)                    | 49° 58′ 13″ nord, 1° 40′ 35″ est        | Site inscrit : 1973                              |                                                           |                                          |
|              | Motte Quiquempois                   | Villeneuve-d'Ascq (Nord)               | 50° 38′ 05″ nord, 3° 08′ 51″ est        | Classé MH (1978)                                 |                                                           |                                          |
|              | Motte féodale de Vismes-au-Val      | Vismes (Somme)                         |                                         | Site inscrit : 1973                              |                                                           |                                          |
|              | Motte féodale de Longastre          | Ecoust-Saint-Mein (Pas-de-Calais)      |                                         |                                                  | Fouillée et arrasée en 2017                               |                                          |
|              | Motte féodale d'Ecoust-Saint-Mein   | Ecoust-Saint-Mein (Pas-de-Calais)      |                                         |                                                  |                                                           |                                          |

### Île-de-France
| Type         | Nom                   | Commune                      | Coordonnées                            | Protection        | Note | Illustration |
| ------------ | --------------------- | ---------------------------- | -------------------------------------- | ----------------- | ---- | ------------ |
| Château fort | Château de la Motte   | Luzarches (Val-d'Oise)       | 49° 06′ 47″ nord, 2° 25′ 43″ est       | non               |      |              |
|              | Donjon de Maurepas    | Maurepas (Yvelines)          | 48° 46′ 21″ nord, 1° 55′ 14″ est       | Inscrit MH (1926) |      |              |
| Château fort | Tour Anne-de-Bretagne | Montfort-l'Amaury (Yvelines) | 48° 46′ 35,79″ nord, 1° 48′ 15,57″ est | Classé MH (1862)  |      |              |
| Château fort | Château de Montlhéry  | Montlhéry (Essonne)          | 48° 38′ 06″ nord, 2° 16′ 19″ est       | Classé MH (1840)  |      |              |

### Normandie
Les listes présentent les différents sites selon un classement par communes (découpage au 31 décembre 2015).

#### Calvados
| Type | Commune              | Site                                   | Geoloc                             | Patrimonialité     | Note | Image |
| ---- | -------------------- | -------------------------------------- | ---------------------------------- | ------------------ | ---- | ----- |
|      | Gerrots              | Motte castrale de la Cour des Domaines | 49° 11′ 26″ nord, 0° 00′ 39″ est   | Classé MH (1981).  |      |       |
|      | Grimbosq             | Château d'Olivet                       | 49° 02′ 34″ nord, 0° 25′ 39″ ouest | Inscrit MH (1988). |      |       |
|      | La Pommeraye         | Château Ganne                          | 48° 54′ 07″ nord, 0° 24′ 41″ ouest | Inscrit MH (2000). |      |       |
|      | Saint-Sever-Calvados | Motte castrale de Saint-Sever-Calvados |                                    | Classé MH (1983).  |      |       |

#### Eure
| Type         | Commune               | Site                             | Geoloc                           | Patrimonialité                         | Note                                  | Image |
| ------------ | --------------------- | -------------------------------- | -------------------------------- | -------------------------------------- | ------------------------------------- | ----- |
|              | Boissey-le-Châtel     | Château de Tilly                 |                                  | IGPC,                                  | Motte visible dans le parc du château |       |
| Château fort | Château-sur-Epte      | Châteauneuf-sur-Epte             | 49° 11′ 52″ nord, 1° 39′ 41″ est | Classé MH (1998) · Site inscrit (1934) |                                       |       |
| Château fort | Gisors                | Château de Gisors                | 49° 16′ 51″ nord, 1° 46′ 28″ est | Classé MH (1862)                       |                                       |       |
|              | Guiseniers            | Motte castrale de la Bucaille    | 49° 13′ 21″ nord, 1° 24′ 55″ est | IGPC.                                  |                                       |       |
|              | Les Andelys           | Fort du Muret                    | 49° 13′ 21″ nord, 1° 24′ 55″ est | IGPC.                                  |                                       |       |
|              | Neaufles-Saint-Martin | Château de Neaufles-Saint-Martin | 49° 16′ 53″ nord, 1° 43′ 15″ est | Inscrit MH (1926).                     |                                       |       |
|              | Venables              | Motte castrale de Venables       | 49° 12′ 03″ nord, 1° 17′ 47″ est | Inscrit MH (1983).                     |                                       |       |

#### Manche
Dans l'état actuel des recherches on recense 38 mottes dont 19 sont encore aujourd'hui visibles.
| Type         | Commune                | Site                                     | Geoloc                                                                         | Patrimonialité    | Note                                                                    | Image |
| ------------ | ---------------------- | ---------------------------------------- | ------------------------------------------------------------------------------ | ----------------- | ----------------------------------------------------------------------- | ----- |
|              | Amfreville             | Motte                                    |                                                                                |                   |                                                                         |       |
|              | Audouville-la-Hubert   | Motte d'Audouville (attestée)            |                                                                                |                   |                                                                         |       |
|              | Barneville-sur-Mer     | Pic Malet                                | 49° 22′ 50″ N, 1° 45′ 01″ O                                                    |                   | partiellement arasée elle relevait du fief de Bricquebec                |       |
|              | Beuzeville-la-Bastille | Motte castrale du Câtelet                | 49° 21′ 32″ nord, 1° 21′ 36″ ouest                                             |                   |                                                                         |       |
| Château fort | Bricquebec             | Château de Bricquebec                    | 49° 28′ 14″ N, 1° 37′ 57″ O                                                    | Classé MH (1840)  | siège de l'honneur des Bertran de Bricquebec                            |       |
| Château fort | Brix                   | Château de Brix                          | 49° 32′ 46″ N, 1° 34′ 37″ O                                                    |                   |                                                                         |       |
|              | Canville-la-Rocque     | Château d'Olonde                         | 49° 20′ 38″ N, 1° 39′ 02″ O                                                    | Inscrit MH (2000) | elle relevait de l'honneur de Néhou                                     |       |
|              | Carneville             | Motte du Clos du Colombier (détruite)    | près de l'école, au bord du ruisseau                                           |                   |                                                                         |       |
|              | Grenneville            | Motte de Grenneville                     | lieu-dit le Castel englobé dans le fort                                        |                   | elle relevait de l'honneur de La Haye                                   |       |
| Château fort | La Haye-du-Puits       | Motte de La Haye-du-Puits                | 49° 17′ 37″ N, 1° 32′ 40″ O                                                    | Classé MH (1840)  | siège de l'honneur des de La Haye                                       |       |
|              | Le Hommet-d'Arthenay   | Motte de Thère (détruite)                | 49° 10′ 15″ N, 1° 10′ 23″ O                                                    |                   | elle relevait de l'honneur du Hommet                                    |       |
| Château fort | Le Mesnil-Vigot        | Butte Saint-Clair château de Remilly     | 49° 10′ 15″ N, 1° 16′ 37″ O                                                    | Classé MH (1979)  | siège de la seigneurie de Remilly, elle relevait de l'honneur du Hommet |       |
| Château fort | Le Plessis-Lastelle    | Motte du Plessis-Lastelle                | 49° 16′ 43″ N, 1° 25′ 20″ O                                                    |                   | elle relevait de l'honneur de La Haye                                   |       |
|              | Les Moitiers-d'Allonne | Motte des Moitiers (attestée)            |                                                                                |                   |                                                                         |       |
|              | Lestre                 | Motte de Tourville                       | 49° 31′ 17″ N, 1° 20′ 00″ O                                                    |                   | elle relevait de l'honneur de Néhou                                     |       |
|              | Martinvast             | Motte                                    | à l'emplacement ou près du château de Beaurepaire                              |                   |                                                                         |       |
|              | Montfarville           | Motte de Montfarville                    | à l'est, non loin du rivage ; le manoir Renaissance est construit à son sommet |                   |                                                                         |       |
|              | Picauville             | Château de l'Homme ou l'Holm ou du Holme | à 100 m du château actuel, dans le parc                                        |                   |                                                                         |       |
|              | Prétot                 | Motte de Prétot                          | derrière le château actuel                                                     |                   |                                                                         |       |
|              | Omonville-la-Rogue     | Motte d'Omonville (attestée)             | près de l'église et d'un manoir-ferme du XVe siècle                            |                   |                                                                         |       |
|              | Réville                | Motte de Réville (attestée)              |                                                                                |                   |                                                                         |       |
|              | Sainte-Marie-du-Mont   | Motte de Sainte-Marie-du-Mont (attestée) | la Butte d'Oxford, en bordure de mer au lieu-dit le Grand Vey                  |                   |                                                                         |       |
|              | Tribehou               | Motte de Tribehou                        | prés de l'église disparue de Saint-Martin-des-Champs                           |                   | elle relevait de l'honneur du Hommet                                    |       |
|              | Varenguebec            | Butte Bertrand                           | 49° 20′ 37″ N, 1° 27′ 36″ O                                                    |                   | elle relevait de l'honneur de La Haye                                   |       |
|              | Vrasville              | Motte de Vrasville ou motte de la Mare   | au nord-est, derrière l'église de Vrasville                                    |                   | elle relevait de l'honneur de Néhou                                     |       |

#### Orne
| Type | Commune            | Site                                  | Geoloc                             | Patrimonialité      | Note | Image |
| ---- | ------------------ | ------------------------------------- | ---------------------------------- | ------------------- | ---- | ----- |
|      | Bailleul           | Motte castrale de Bailleul            | 48° 48′ 06″ nord, 0° 00′ 15″ ouest | Inscrit MH (1989).  |      |       |
|      | Igé                | Motte castrale de Garenne-de-la-Motte | 48° 19′ 24″ nord, 0° 29′ 57″ est   | Inscrit MH (1975).  |      |       |
|      | Rémalard en Perche | Mottes castrales de Rémalard          |                                    | Inscrit MH (1994),. |      |       |

#### Seine-Maritime
| Type | Commune                               | Site                          | Geoloc                           | Patrimonialité     | Note | Image |
| ---- | ------------------------------------- | ----------------------------- | -------------------------------- | ------------------ | ---- | ----- |
|      | Aplemont-Frileuse (quartier du Havre) | Motte féodale d'Aplemont      | 49° 30′ 17″ nord, 0° 09′ 05″ est |                    |      |       |
|      | Estouteville-Écalles                  | Motte castrale du Petit-Besle |                                  | Inscrit MH (2005). |      |       |
|      | Héronchelles                          | Château fort du Chef-de-l'Eau | 49° 33′ 07″ nord, 1° 23′ 25″ est | Inscrit MH (1987). |      |       |
|      | La Ferté-Saint-Samson                 | Motte de la Côte des Châteaux | 49° 34′ 38″ N, 1° 31′ 40″ E      |                    |      |       |
|      | Sainte-Croix-sur-Buchy                | Château fort du Grand-Besle   | 49° 34′ 38″ nord, 1° 20′ 46″ est | Inscrit MH (2005). |      |       |

### Nouvelle-Aquitaine
| Type         | Nom                                        | Commune                                   | Coordonnées                        | Protection        | Note | Illustration |
| ------------ | ------------------------------------------ | ----------------------------------------- | ---------------------------------- | ----------------- | ---- | ------------ |
|              | Enceinte médiévale de Castets              | Bougue (Landes)                           | 43° 53′ 31″ nord, 0° 23′ 20″ ouest | Inscrit MH (1997) |      |              |
|              | Mottes castrales de Cabanac-et-Villagrains | Cabanac-et-Villagrains (Gironde)          | 44° 36′ 35″ nord, 0° 33′ 01″ ouest | Inscrit MH (2020) |      |              |
|              | Mottes castrales du Mazaubrun              | Châlus (Haute-Vienne)                     | 45° 38′ 58″ nord, 0° 59′ 27″ est   | Inscrit MH (1983) |      |              |
|              | Motte castrale de Saint-Albe               | Gradignan (Gironde)                       | 44° 46′ 09″ nord, 0° 37′ 40″ ouest |                   |      |              |
|              |                                            |                                           |                                    |                   |      |              |
|              | Motte castrale de Grésignac                | La Chapelle-Grésignac (Dordogne)          |                                    |                   |      |              |
|              |                                            |                                           |                                    |                   |      |              |
| Château fort | Motte féodale de Loubert                   | Terres-de-Haute-Charente (Charente)       | 45° 54′ 56″ nord, 0° 35′ 09″ est   |                   |      |              |
| Château fort | Château de Merpins                         | Merpins (Charente)                        | 45° 40′ 35″ nord, 0° 23′ 45″ ouest | Inscrit MH (1973) |      |              |
|              |                                            |                                           |                                    |                   |      |              |
|              | Motte de Bourzac                           | Nanteuil-Auriac-de-Bourzac (Dordogne)     |                                    |                   |      |              |
|              |                                            |                                           |                                    |                   |      |              |
| Château fort | Château d'Aspremont                        | Peyrehorade (Landes)                      | 43° 32′ 52″ nord, 1° 06′ 01″ ouest |                   |      |              |
| Château fort | Château de Sault                           | Sault-de-Navailles (Pyrénées-Atlantiques) | 43° 32′ 56″ nord, 0° 40′ 22″ ouest | Inscrit MH (1998) |      |              |
|              | Motte castrale de Houns                    | Saint-Paul-en-Born (Landes)               | 46° 01′ 06″ nord, 1° 10′ 53″ ouest |                   |      |              |
|              | Château de Romefort                        | Puyrolland (Charente-Maritime)            | 44° 13′ 59″ nord, 0° 38′ 26″ ouest |                   |      |              |
|              | Motte castrale de La Clotte                | La Clotte (Charente-Maritime)             | 45° 07′ 05″ N, 0° 09′ 01″ O        |                   |      |              |

### Occitanie
| Type | Nom                                    | Commune                                   | Coordonnées                          | Protection        | Note | Illustration |
| ---- | -------------------------------------- | ----------------------------------------- | ------------------------------------ | ----------------- | ---- | ------------ |
|      | Motte castrale de Truque de Maurélis   | Castelnau Montratier-Sainte Alauzie (Lot) |                                      |                   |      |              |
|      | Motte castrale du Puy-Redon            | Laurac (Aude)                             |                                      |                   |      |              |
|      | Motte castrale du Cayla                | Martrin (Aveyron)                         |                                      |                   |      |              |
|      | Motte castrale de La Motte             | Mauguio (Hérault)                         | 43° 37′ 01″ nord, 4° 00′ 33″ est     | Inscrit MH (2008) |      |              |
|      | Motte castrale du Mourrel              | Molleville (Aude)                         |                                      |                   |      |              |
|      | Motte féodale du Castet                | Sainte-Christie-d'Armagnac (Gers)         |                                      |                   |      |              |
|      | Motte féodale de Salies-du-Salat       | Salies-du-Salat (Haute-Garonne)           | 43° 06′ 22,2″ nord, 0° 57′ 37,9″ est |                   |      |              |
|      | Motte castrale de l'Abbadie ou La Bade | Peyrefitte-du-Razès (Aude)                | 43° 03′ 49,6″ nord, 2° 01′ 17,6″ est |                   |      |              |

### Pays de la Loire
| Type         | Nom                                       | Commune                           | Coordonnées                        | Protection       | Note | Illustration |
| ------------ | ----------------------------------------- | --------------------------------- | ---------------------------------- | ---------------- | ---- | ------------ |
|              | Motte castrale d'Assé-le-Boisne           | Assé-le-Boisne (Sarthe)           | 47° 53′ 42″ nord, 3° 24′ 31″ ouest |                  |      |              |
|              | Motte castrale de Cernusson               | Cernusson (Maine-et-Loire)        | 47° 10′ 30″ nord, 0° 28′ 54″ ouest | IGPC             |      |              |
| Château fort | Château de Doué-la-Fontaine               | Doué-la-Fontaine (Maine-et-Loire) | 47° 11′ 16″ nord, 0° 16′ 50″ ouest | Classé MH (1973) |      |              |
|              | Motte castrale et château de Saint-Calais | Saint-Calais                      | 47°55'12.8" nord, 0°44'58.6" est   |                  |      |              |

### Provence-Alpes-Côte d'Azur
| Type | Nom                         | Commune                                         | Coordonnées                      | Protection | Note | Illustration |
| ---- | --------------------------- | ----------------------------------------------- | -------------------------------- | ---------- | ---- | ------------ |
|      | Motte castrale de la Moutte | Allemagne-en-Provence (Alpes-de-Haute-Provence) |                                  |            |      |              |
|      | La Roca                     | Niozelles (Alpes-de-Haute-Provence)             | 43° 56′ 13″ nord, 5° 50′ 18″ est |            |      |              |

## Royaume-Uni
Cette liste présente les différents sites selon un classement par pays et communes.

### Angleterre
| Commune      | Site                    | Comté             | Geoloc                             | Patrimonialité                     | Note | Image |
| ------------ | ----------------------- | ----------------- | ---------------------------------- | ---------------------------------- | ---- | ----- |
| Alnwick      | Château d'Alnwick       | Northumberland    | 55° 24′ 57″ nord, 1° 42′ 22″ ouest |                                    |      |       |
| Arundel      | Château d'Arundel       | Sussex de l'Ouest | 50° 51′ 22″ nord, 0° 33′ 13″ ouest |                                    |      |       |
| Bedford      | Château de Bedford      | Bedfordshire      | 52° 08′ 07″ nord, 0° 27′ 48″ ouest |                                    |      |       |
| Berkeley     | Château de Berkeley     | Gloucestershire   | 51° 41′ 17″ nord, 2° 27′ 25″ ouest |                                    |      |       |
| Carisbrooke  | Château de Carisbrooke  | Île de Wight      | 50° 41′ 15″ nord, 1° 18′ 50″ ouest |                                    |      |       |
| Dorking      | Motte d'Abinger         | Surrey            |                                    |                                    |      |       |
| Durham       | Château de Durham       | Comté de Durham   | 54° 46′ 29″ nord, 1° 34′ 34″ ouest |                                    |      |       |
| Fotheringhay | Château de Fotheringhay | Northamptonshire  | 52° 31′ 28″ nord, 0° 26′ 15″ ouest |                                    |      |       |
| Hastings     | Motte d'Hastings        | Sussex de l'Est   |                                    |                                    |      |       |
| Halstead     | Château de Hedingham    | Essex             | 51° 59′ 33″ nord, 0° 36′ 04″ est   |                                    |      |       |
| Launceston   | Château de Launceston   | Cornouailles      | 50° 38′ 15″ nord, 4° 21′ 45″ ouest |                                    |      |       |
| Lewes        | Château de Lewes        | Sussex de l'Est   | 50° 52′ 22″ nord, 0° 00′ 27″ est   |                                    |      |       |
| Norwich      | Château de Norwich      | Norfolk           | 52° 37′ 43″ nord, 1° 17′ 46″ est   |                                    |      |       |
| Oxford       | Château d'Oxford        | Oxfordshire       | 51° 45′ 06″ nord, 1° 15′ 45″ ouest |                                    |      |       |
| Rayleigh     | Rayleigh Mount          | Essex             |                                    |                                    |      |       |
| Shrewsbury   | Castle Pulverbatch      | Shropshire        | 52° 36′ 52″ nord, 2° 51′ 16″ ouest |                                    |      |       |
| Stafford     | Château de Stafford     | Staffordshire     | 52° 47′ 53″ nord, 2° 08′ 51″ ouest |                                    |      |       |
| Tamworth     | Château de Tamworth     | Staffordshire     | 52° 37′ 58″ nord, 1° 41′ 48″ ouest |                                    |      |       |
| Warkworth    | Château de Warkworth    | Northumberland    | 55° 20′ 43″ nord, 1° 36′ 42″ ouest |                                    |      |       |
| Warwick      | Château de Warwick      | Warwickshire      | 52° 16′ 45″ nord, 1° 35′ 06″ ouest |                                    |      |       |
| Windsor      | Château de Windsor      | Berkshire         | 51° 29′ 02″ nord, 0° 36′ 16″ ouest |                                    |      |       |
| York         | Château d'York          | Yorkshire du Nord | 53° 57′ 19″ N, 1° 04′ 45″ O        | monument classé de Grade I (1916). |      |       |

### Pays de Galles
| Commune    | Site                  | Comté           | Geoloc                                | Patrimonialité | Note | Image |
| ---------- | --------------------- | --------------- | ------------------------------------- | -------------- | ---- | ----- |
| Cardiff    | Château de Cardiff    | Glamorgan       | 51° 28′ 56″ nord, 3° 10′ 52″ ouest    |                |      |       |
| Llandovery | Château de Llandovery | Carmarthenshire | 51° 59′ 42″ nord, 3° 47′ 42,72″ ouest |                |      |       |

### Écosse
| Commune | Site              | Comté | Geoloc                             | Patrimonialité | Note | Image |
| ------- | ----------------- | ----- | ---------------------------------- | -------------- | ---- | ----- |
| Duffus  | Château de Duffus | Moray | 57° 41′ 16″ nord, 3° 21′ 41″ ouest |                |      |       |

### Irlande du Nord
| Commune | Site                   | Comté | Geoloc | Patrimonialité | Note | Image |
| ------- | ---------------------- | ----- | ------ | -------------- | ---- | ----- |
| Clough  | château de Clough (en) |       |        |                |      |       |